# John Field (ballerino)
John Field, all'anagrafe John Greenfield (Doncaster, 22 ottobre 1921 – Esher, 3 agosto 1991) è stato un ballerino e direttore artistico britannico.

## Biografia
Nato nel West Riding of Yorkshire, John Field studiò danza sotto la supervisione di Edna Slocombe e Shelagh Elliott-Clarke a Liverpool. Dopo aver fatto il suo esordio sulle scene nel 1938, si trasferì a Londra, dove terminò la sua formazione alla Sadler's Wells Ballet School di Ninette de Valois. Dopo aver combattutto con la Royal Air Force tra il 1939 e il 1941 ritornò a danzare a Londra come primo ballerino del futuro Royal Ballet; in questi anni ebbe modo di fare da partner di alcune delle più importanti ballerine dell'epoca, tra cui Margot Fonteyn e Beryl Grey.
Nel 1946 fu tra i fondatori del Sadler's Wells Theatre Ballet, di cui fu direttore artistico fino al 1970; nello stesso anno divenne co-direttore artistico del Royal Ballet di Londra accanto a Kenneth MacMillan. Tuttavia, il rapido deterioramento del rapporto con MacMillan spinse Field a lasciare il Covent Garden dopo un solo anno e tra il 1971 e il 1974 Field fu direttore artistico del corpo di Ballo del Teatro alla Scala. Dopo il ritorno nel Regno Unito nel 1975, fu direttore artistico della Royal Academy of Dance e poi dell'English National Ballet (1979-1984), mentre dal 1984 al 1991 co-diresse la British Ballet Organization insieme alla moglie, la ballerina Anne Heaton.